# ماجين

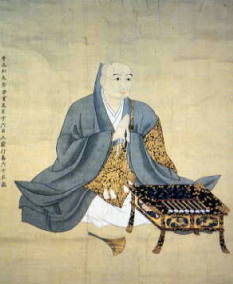

ماجين، بالفرنسية (Meijin)، اليابانية (名人). هو لقب استثنائي يعني «رجل لامع»، ويُمنح للشخص تتويجا لحياته المكرسة والتضحية للفن، صورة رمزية للفهم الأفضل لقيمة وثروة الحاصل على هذا اللقب المشرف. مصطلح «ماجين» يعني معلم كبير، رجل عظيم «اكتمل» يكون استثنائي. وغالبا ما تعطى بعد وفاته في كوريو (Koryu) اليابان القديمة.

## الحاصلين على لقب ماجين (Meijin) - أكبر معلم 10 دان
- (Kyuzo Mifun)، هانشي، ماجين، 10 دان جودو (1883-1965)
- (Hakudo Nakayama)، هانشي، ماجين، 10 دان كيندو (1873-1959)
- (Takasue Ito)، ماجين، 10 دان جودو(1898-1974)
- (Hiromasa Takano)، ماجين، 10 دان كيندو(1900-1987)
- (Hironori Ōtsuka)، ماجين، 10 دان كاراتيه دو (1892-1982)
- (Kazuo Ito)، ماجين، 10 دان جودو(1898 - 1974)
- (Tsugiyoshi Ota)، ماجين، 10 دان إيايدو(1892-1984)
- جوزو شيودا، ماجين، 10 دان أيكيدو(1915-1994)
- (Katsuo Yamaguchi)، ماجين، 10 دان إيايدو (1917-2006)
- (Tose Kenji)، ماجين، 10 دان إيايدو (1924-2010)
- (Shizuya Sato)، ماجين 10 دان جو جيتسو(1929-2011)
- (Hirokazu Kanazawa)،هانشي، ماجين، 10 دان كاراتيه دو (1931).[1]